# 三隅研次
三隅 研次（みすみ けんじ、1921年3月2日 - 1975年9月24日）は、日本の映画監督。代表作は勝新太郎を主演に起用した「座頭市」シリーズや市川雷蔵主演の「剣」三部作（『斬る』『剣』『剣鬼』）に「眠狂四郎」シリーズ、若山富三郎を主役に据えた映画版『子連れ狼』シリーズなど。

## 来歴・人物

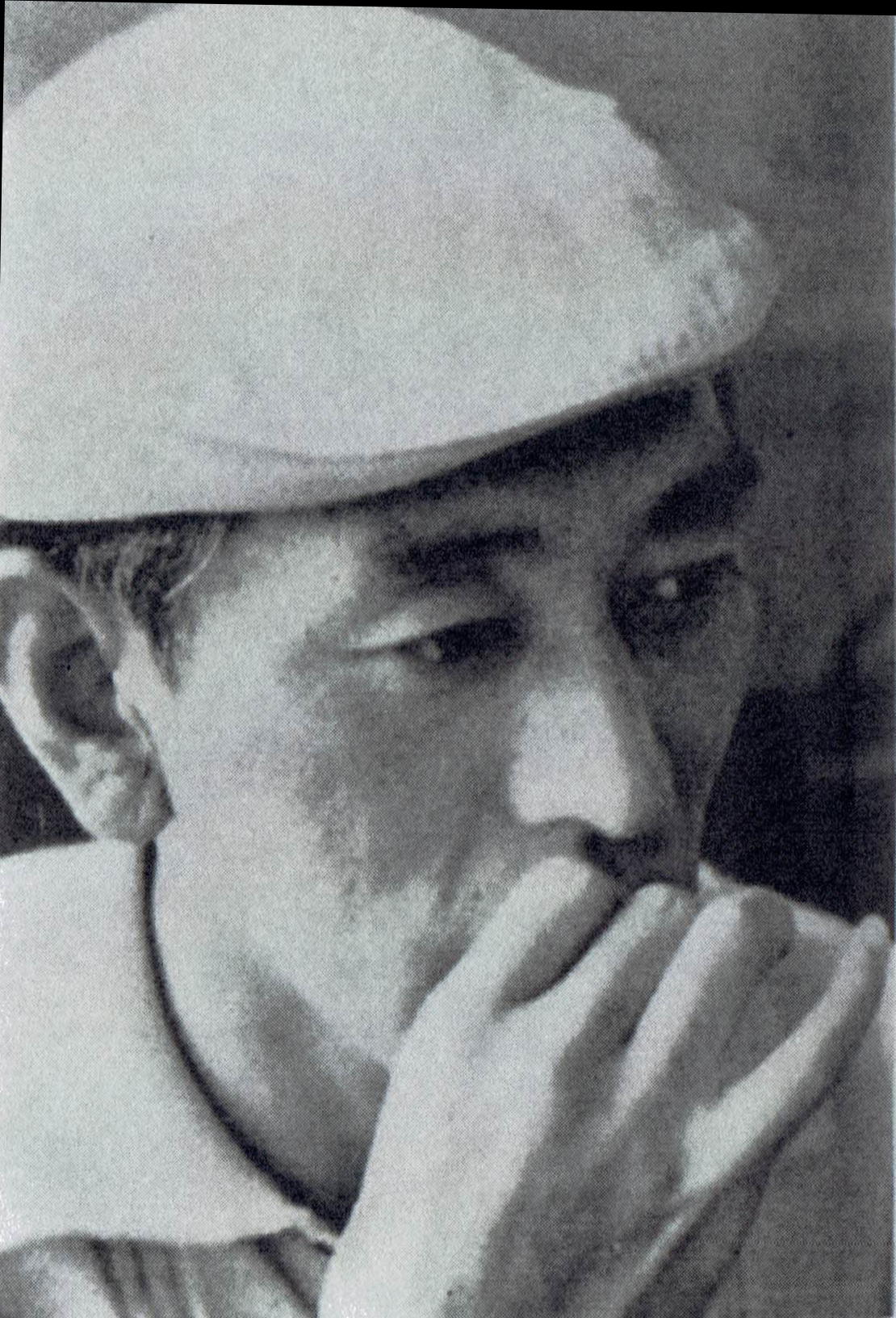
新映画『映画評論』第10巻第19号（1962）より

神戸の海運業者の父親と、京都の芸妓の母親との間に、妾腹の子として京都市に生まれる。神戸市出生との説もあり、成人するまで母親に一度も会うことなく育った。立命館大学専門部商学部卒業後、日活京都撮影所に助監督として入社。1942年に召集され満州へ配属される。戦後の1947年までシベリアで抑留生活を送り、そこでの過酷な経験や人間観察が、自身の屈折した生い立ちと相まって後の作風を形作ることとなった。
復員後は大映に籍を置き、伊藤大輔、衣笠貞之助らに師事した。監督デビュー作は1954年の『丹下左膳 こけ猿の壺』。田中徳三、池広一夫と共に「大映三羽烏」と称され、全盛時の大映京都撮影所を支える主力監督としてプログラムピクチャーを撮り続ける。また国産初の70ミリ映画『釈迦』の監督も務め、注目される監督となった。1962年には『座頭市物語』を監督した。
大映倒産後は映像京都の立ち上げに参加して、テレビシリーズを手がける傍ら、勝プロ＝大映京都撮影所（配給は東宝）で数本の劇場用作品を完成させる。初の他社撮影所（松竹大船）での劇場映画『狼よ落日を斬れ』を完成させたが、これが映画の遺作となった。翌年、『必殺仕置屋稼業』第13話「一筆啓上 過去が見えた」の演出を務めていたが、撮影中に病院に運ばれ、1975年9月24日、肝臓ガンのため死去、同作品が最後の演出となった。54歳没。墓所は京都市北区霊源寺。
映画では「座頭市」シリーズや、「剣」三部作、「眠狂四郎」シリーズなど、テレビドラマでは『木枯し紋次郎』『座頭市物語』『必殺シリーズ』などの作品により、時代劇の巨匠監督の地位を得た。また、若山富三郎を主役に据えた映画版『子連れ狼』は海外でも公開され、クエンティン・タランティーノ、サム・ライミなどの映画にもにも影響を与えたとされている。

## その他
- 田中徳三監督とは同期で、井上昭によると、「お互いどこかライバル視していたのではないか」としている[4]。
- 撮影監督の牧浦地志、美術監督の内藤昭は、三隅との相性も良く、三隅にとって参謀の様な存在であったという[5]。

## 伝記
- 『三隅研次 白刃の美学』 大映株式会社 開発事業部 1991年5月9日 (40ページ程のパンフレット)
- 野沢一馬『剣　三隅研次の妖艶なる映像美』四谷ラウンド、1998年。回想証言
- 吉田広明『映画監督 三隅研次　密やかな革新』作品社、2021年

## 主な監督作品

### 映画
- 丹下左膳 こけ猿の壺 1954.12.08
- 七つの顔の銀次 1955.02.12
- 月を斬る影法師 1955.06.08
- かんかん虫は唄う 1955.08.31
- 浅太郎鴉（wikidata） 1956.03.28
- 花の兄弟 1956.06.08
- 不知火奉行 1956.09.19
- 編笠権八 1956.12.28
- 三日月秘文 1957.07.21
- 桃太郎侍 1957.12.16
- ふり袖纏 1958.03.25
- 怪猫呪いの壁（wikidata） 1958.06.15
- 執念の蛇 1958.09.07
- 水戸黄門漫遊記 1958.12.21
- かげろう笠 1959.01.27
- 千羽鶴秘帖 1959.05.20
- 四谷怪談 1959.07.01
- 町奉行日記　鉄火牡丹 1959.09.13
- 千姫御殿 1960.01.14

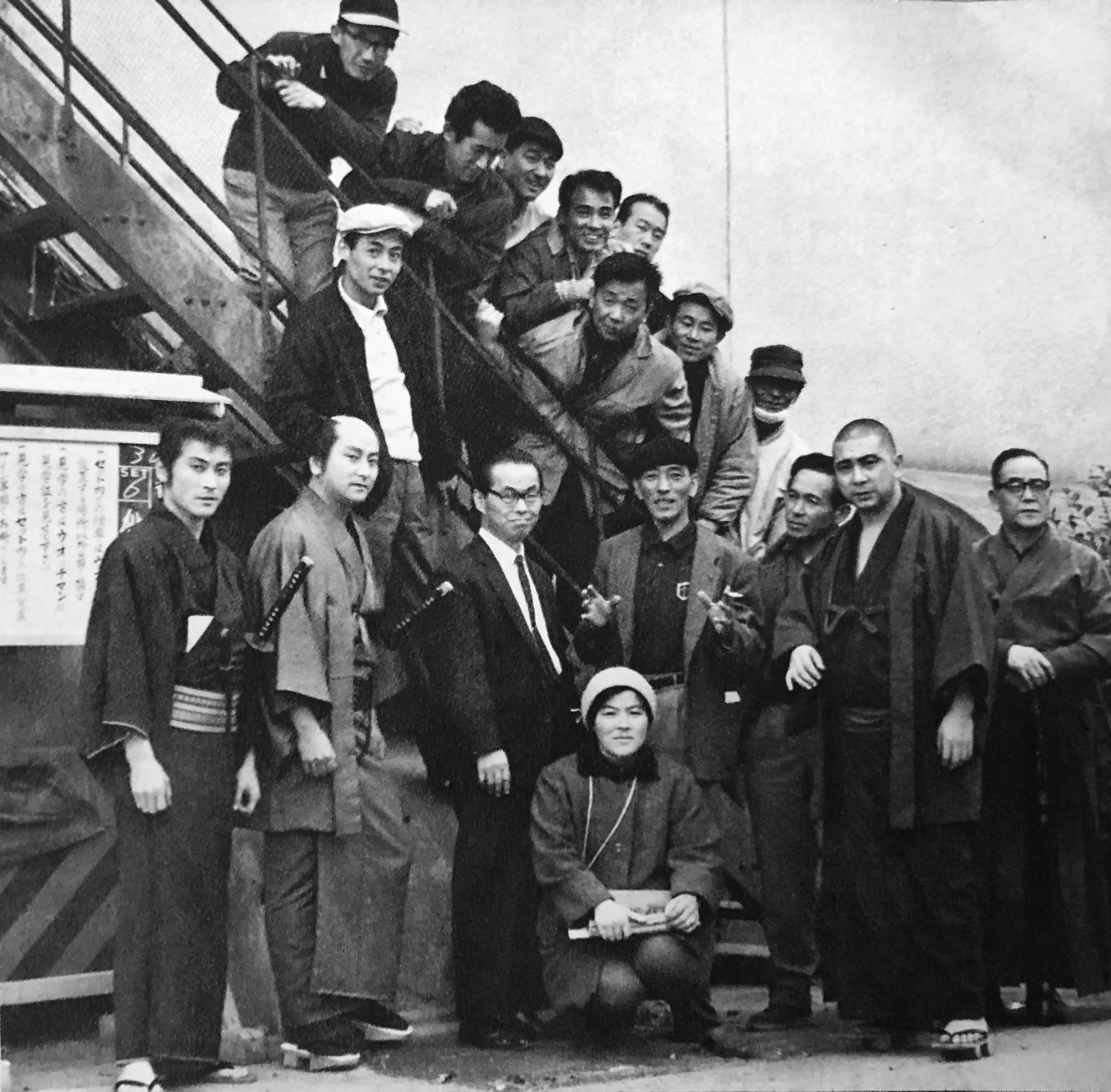
『座頭市物語』（1962年）のスタッフ、キャスト

『座頭市地獄旅』（1965年）のロケシーン。右上が三隅研次。中央下は勝新太郎。

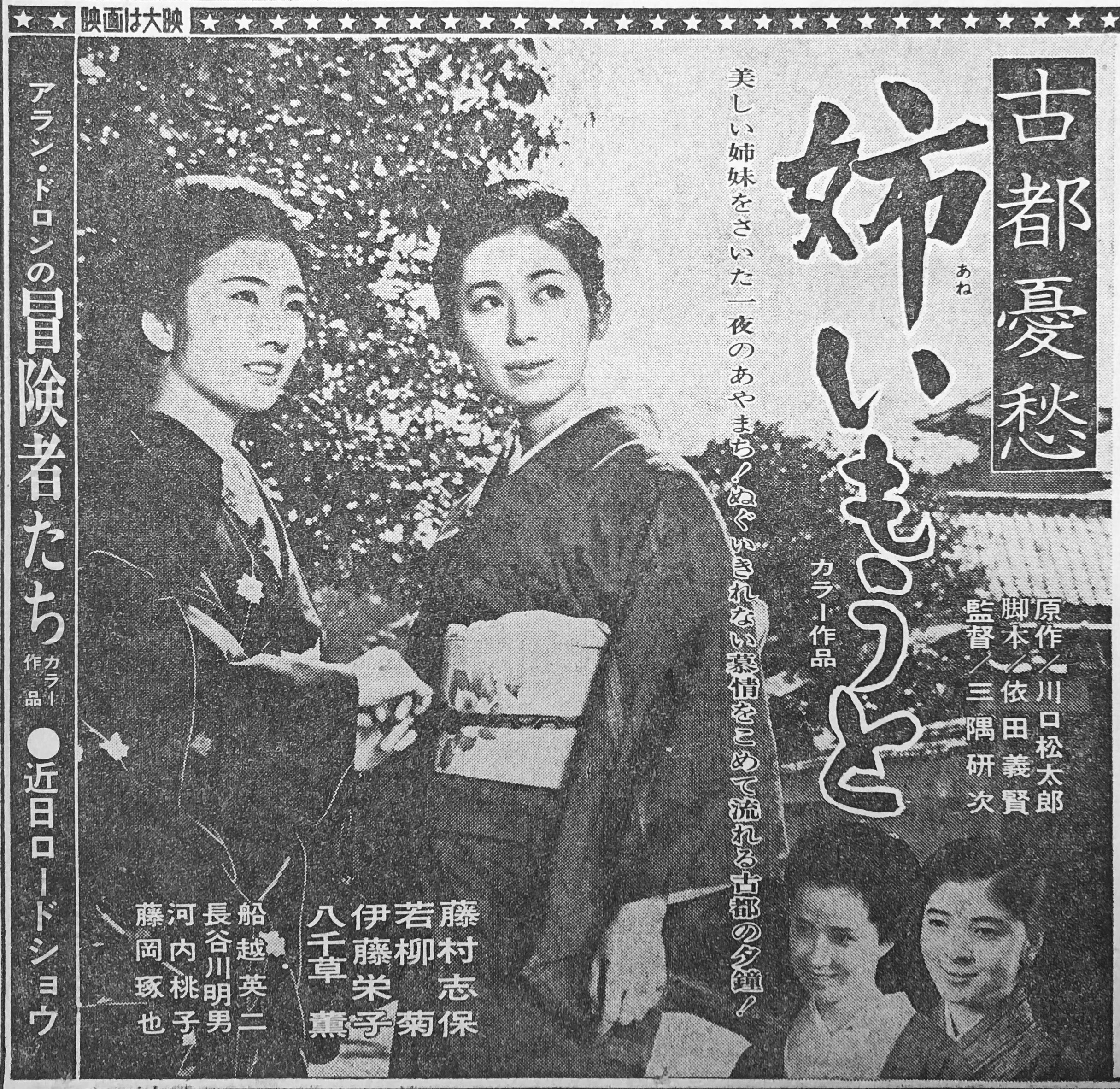
『古都憂愁 姉いもうと』（1967年）の新聞広告

- 銭形平次捕物控　美人蜘蛛 1960.03.01
- 女妖 1960.06.26
- 白子屋駒子 1960.09.09
- 大菩薩峠 1960.10.18
- 大菩薩峠　竜神の巻 1960.12.27
- 釈迦 1961.11.01
- 銭形平次捕物控　美人鮫 1961.11.29
- 婦系図 1962.02.21
- 座頭市シリーズ
  - 座頭市物語 1962.04.18
  - 座頭市血笑旅 1964.10.17
  - 座頭市地獄旅 1965.12.24
  - 座頭市血煙り街道 1967.12.30
  - 座頭市喧嘩太鼓 1968.12.28
  - 座頭市あばれ火祭り 1970.08.12
- 斬る 1962.07.01
- 青葉城の鬼 1962.09.01
- 新選組始末記 1963.01.03
- 女系家族 1963.03.31
- 舞妓と暗殺者 1963.08.28
- 巨人 大隈重信 1963.11.02
- 眠狂四郎シリーズ
  - 眠狂四郎勝負 1964.01.09
  - 眠狂四郎炎情剣 1965.01.13
  - 眠狂四郎無頼剣 1966.11.09
- 剣 1964.03.14
- 無宿者 1964.08.08
- 鼠小僧次郎吉 1965.04.03
- 無法松の一生 1965.07.14
- 剣鬼 1965.10.16
- 処女が見た 1966.01.29
- 酔いどれ博士 1966.06.04
- 大魔神怒る 1966.08.13
- 雪の喪章 1967.01.14
- 古都憂愁 姉いもうと 1967.04.15
- なみだ川 1967.10.28
- とむらい師たち 1968.04.06
- 二匹の用心棒 1968.08.24
- 鬼の棲む館 1969.05.31
- 尻啖え孫市 1969.09.13
- 兇状流れドス 1970.03.15
- 新女賭博師 壷ぐれ肌 1971.02.17
- 狐のくれた赤ん坊 1971.05.26
- 子連れ狼 子を貸し腕貸しつかまつる 1972.01.15
- 子連れ狼 三途の川の乳母車 1972.04.22
- 子連れ狼 死に風に向う乳母車 1972.09.02
- 御用牙 　勝プロ 1972.12.30
- 桜の代紋　 勝プロ/東宝 1973
- 子連れ狼 冥府魔道 1973.08.11
- 狼よ落日を斬れ 風雲・激情篇 怒濤篇 1974.09.21

### テレビドラマ
日本テレビ
- 鉄道100年 大いなる旅路
- 唖侍鬼一法眼 (1973-74年) (3、9、14、18、26話)

フジテレビ
- おらんだ左近事件帖 (1、9、10、15話)
- 木枯し紋次郎 (第2部) (16話)
- 座頭市物語 (4、26話)
- 痛快!河内山宗俊 (1、5、7話)

毎日放送
- 狼・無頼控 (5話)

NETテレビ（現・テレビ朝日）
- 賞金稼ぎ (2、10、17話)
- 長谷川伸シリーズ 頼まれ多九蔵 (1972年)

朝日放送
- 天皇の世紀 (第9回)
- 必殺シリーズ
  - 必殺仕掛人 (1972-73年) (3、4、9、12、21、33話)
  - 必殺仕置人 (1973年) (4話)
  - 助け人走る (1974年) (3、7、8、12、33話)
  - 暗闇仕留人 (1974年) (17、21話)
  - 必殺必中仕事屋稼業 (1975年) (1、2、8、10話)
  - 必殺仕置屋稼業 (1975年) (13話)
- おしどり右京捕物車 (1、4話)